# 마이니치 잇쇼
마이니치 잇쇼(일본어: まいにちいっしょ, ‘매일 다 함께’)는 소니 컴퓨터 엔터테인먼트가 제공하는 플레이스테이션 3(PS3), 플레이스테이션 포터블(PSP)용의 소프트웨어이다. PSP용은 《마이니치 잇쇼 포터블》이라는 이름으로 제공하고 있다.

## 개요
1999년부터 시작된 도코데모 잇쇼 시리즈의 12번째 게임으로, 이 프랜차이즈는 일본과 동남아에 잘 알려져 있지만, 서구권에서는 발매되지 않았다. 소프트웨어 자체는 플레이스테이션 스토어에서 무료로 배포하고 있어 일부 아이템만 유상 판매(아이템 과금)의 형태를 취하고 있다.
내용은 ‘토로’라는 캐릭터와 매일 함께 보낼 수가 있다. 토로의 행동을 바라보거나 매일 전달되는 뉴스를 보거나(‘토로 스테이션’), 선물을 주거나 토로의 코스프레에 의한 미니게임, 방의 재배치 등도 가능하다.
2007년 5월 31일에 리모트 플레이 기능, 같은 해 7월 2일에는 스크린숏 촬영기능, 10월 11일에는 냐바타(플레이어의 아바타) 만들기, 2008년 5월 15일에는 게임 플레이 화면의 동영상 촬영 및 유튜브에 올리기 기능(같은 날 이루어진 PS3의 시스템 업데이트에 탑재되는 것)을 가정용 텔레비전 게임기로서 세계에서 처음으로 지원하는 등 여러 가지 기능의 추가되고 있다.
2008년 10월부터는 PSP 사용자에게도 배포를 시작했다.
2009년 11월 11일 《주간 토로 스테이션》의 배포가 시작되면서 신규 다운로드는 더 이상 제공하지 않고 있고, 2010년 3월 31일 서비스를 종료할 예정이다.

## 주요 캐릭터
인간이 되고 싶어하는 흰 고양이 토로가 중심이고, 토로의 친구이자 라이벌인 검은색 고양이 쿠로, 그리고 게스트로 준, 리키, 피에르, 스즈키, 테레비 등이 나온다.